# Arue (singolo)
Arue (アルエ?) è il settimo singolo dei Bump of Chicken. Le tracce sono tratte dal loro album Flame Vein. Il lato B è una versione acustica di Ever Lasting Lie, dall'album The Living Dead. Il testo della canzone è ispirato a Rei Ayanami, personaggio immaginario della serie televisiva anime Neon Genesis Evangelion.

## Tracce
Testi di Motoo Fujiwara.
1. Arue – 4:21
2. Ever Lasting Lie (ver. acustica) – 12:37
3. Kassai (Hana ni nare) (traccia fantasma)

Durata totale: 16:58

## Formazione
- Motoo Fujiwara - chitarra, voce
- Hiroaki Masukawa - chitarra solista
- Yoshifumi Naoi - basso
- Hideo Masu - batteria

## Classifiche
| Classifica | Posizione |
| ---------- | --------- |
| Giappone   | 2         |